# Akasaka-juku

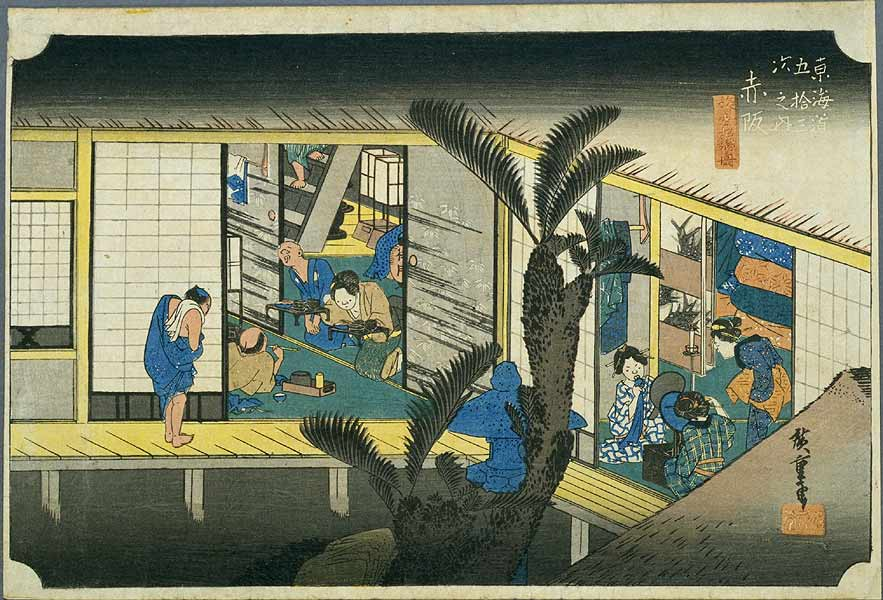
Stacja w latach 30. XIX wieku, Hiroshige Andō

Akasaka-juku (jap. 吉田宿 Akasaka-juku) – trzydziesta szósta z 53 stacji szlaku Tōkaidō, położona obecnie w mieście Toyokawa (dawne Otowa w powiecie Hoi), w prefekturze Aichi w Japonii.